# 田山せかい
田山 せかい（たやま せかい、1998年12月18日 - ）は、日本のアイドル、女優。山梨県出身。ガールズエアバンド「ゴキゲン帝国」のメンバー。株式会社NERLA代表。

## 略歴
2011年
- 中学生の時に、都内の芸能スクールに山梨県から通い始める。（2012年卒業）

2013年
- 6月13日：フィノリアファクトリーに所属し、お披露目イベント出演。
- 12月1日：アイドルグループ choice?の候補生として、NEXT choice?に加入。

2014年
- 5月6日：choice?加入。

2015年
- 1月30日：劇団 "愛。ちょい"公演『銀河鉄道の夜にかなり依る夜』（主演：STARMARIE 木下望）に出演し女優デビュー。

2016年
- 2月13日：choice?卒業。
- Q-pitch初期メンバーのオーディションに合格。
- 10月30日：Shibuya O-Crest デビューライブに出演。

2017年
- 8月：TOKYO IDOL FESTIVALに初出演。

2019年
- 4月：やまなし大使 就任。
- 8月：YouTube せかいチャンネル 開設。

2020年
- 3月5日：卒業ライブが新型コロナウィルスの影響で中止。
- 3月9日：生配信アプリPocochaを開始し、最短 20日でSランク(トップ)到達。
- 6月15日：卒業ライブに初披露する予定だった「僕たちの交差点」のフルバージョン楽曲と共に卒業ムービーをYouTubeに公開し卒業。
- 9月：YouTube スタジオせかい 開設

2022年
- 9月3日：「田山せかいファンミーティング〜ソロが終わりやっと指導します〜」にてアイドルオーディションを開催することを発表。
- 11月1日：ライバー事務所「凸でこぼこ凹」を立ち上げ代表を務める。
- 11月4日：オーディションの合格者リダ、イリナ、リコを発表するも11月7日にリコが脱退することが発表され、以後セカイ、リダ、イリナの3人で路上ライブやビラ配り等精力的に活動。
- 12月30日：初ワンマンライブ「年末だけど帰らないで」開催。

2023年
- 2月2日：グループ名が「KODAMA」に決定。
- 3月4日：凸凹定期公演vo1が開催され、凸凹ファンクラブが開催されることが発表される。
- 3月5日：イリナ脱退が発表され、KODAMA解散。
- 5月15日：TikTokにて「100日後にデビューするアイドル」として毎日投稿開始。再度一緒に活動するメンバーをオーディションにて募集。
- 7月5日：元KODAMAのリダと2人組ユニットとして活動していくことを発表。
- 8月23日：イニミニマニモー「はーいはい」でデビュー

2024年
- 4月25日：「パワースポット結び vol.13～MASK OF GODDESS 第3章始動～ in 池袋harevutai」にてMASK OF GODDESSにダンサーとして加入することが発表される。
- 8月22日：株式会社NERLA設立。代表に就任する。
- 8月24日：イニミニマニモー2nd楽曲「契約彼氏」が初披露される

2025年
- 3月22日：「凸凹定期公演Vol.21」内にてイニミニマニモーを卒業することが発表される。また、同日ガールズエアバンド「ゴキゲン帝国」として活動することが発表される。担当楽器はキーボード。イメージカラーはハッピーイエロー
- 3月29日：「TAKEOVER FES Vol.1」にてイニミニマニモー卒業。
- 7月25日：4/19、5/23、6/28のプレデビューライブを経てゴキゲン帝国として正式デビュー。
- 8月15日：「MASK OF GODDESS現体制終了ライブ～NEVER ENDING STORY～」にて同グループを卒業。

## 人物
- MV1億回再生、東京ドーム公演を目標にしている。
- MBTIはENTP
- TikTokの100日後にデビューするアイドルの毎日投稿では「助けてください！」と路上で土下座するアイドルとして話題に。その他、田んぼで踊るアイドル、偏差値32でバズる。
- お酒が好きでPocochaの生配信ではほぼ毎日お酒を飲みながら配信をしている。
- TIFや大洗海上花火大会など大型フェスに多数出演。
- 愛犬家

## 参加曲

### choice?名義
- 春色のシャツは恋の予感（2014年2月9日）
- アイドルの心得イロハ（2014年2月9日）
- ちゅららちゅらりる 〜正しい夏の過ごし方〜（2014年8月17日）
- トナカイの鼻は赤くない！？（2014年12月7日）
- 向日葵〜涙のカタオモイ〜（2015年7月26日）

### Q-pitch名義
- 内気ハイテンション（2017年）
- レッスン（2017年）
- お願いロジー（リルリルフェアリル〜魔法の鏡〜 エンディングテーマ)（2017年）
- moment（2017年）
- ダンスでも（2017年）
- 絶対S（2017年）
- GGG（2017年）
- Q-pitchでGO!!～自己紹介の歌～（2017年）
- ハッピーエンドは夢じゃない（2017年）
- フェアリースマイル（リルリルフェアリル〜魔法の鏡〜 エンディングテーマ）（2017年）
- しゃらら（2018年）
- Own（2018年）
- つぶやいた（2018年）
- 何かしよう（2018年）
- Just say NO.1（2018年）
- Today（2018年）
- 僕たちの交差点（2020年）

### イニミニマニモー名義
- はーいはい（2023年）
- 契約彼氏（2024年）

## 出演

### テレビ
- モヤモヤさまぁ〜ず2（2017年1月22日、テレビ東京）
- 犯人に告ぐ!盗聴盗撮　怒りの追跡バスターズ 第6弾（2019年1月23日、TBS）[4]

### CM
- リルリルフェアリル〜魔法の鏡〜（2017年10月）

### 舞台
- 劇団 "愛。ちょい"公演『銀河鉄道の夜にかなり依る夜』（主演：STARMARIE 木下望、2015年1月30日 - 2月1日）
- 劇団 "FREE(S)"公演『さろん』（主演：森山栄治、2015年5月20日 - 24日）
- 劇団 "シズ☆ゲキ"公演『進め！春川女子高校2〜ハルジョの七不思議〜』（主演：元°C-ute 栞菜、2015年7月8日 - 12日）
- 劇団 "Dream Princess "公演『スリーアウト！-サヨナラ篇-』（主演：AKB48 達家真姫宝、2018年9月5日 - 9日）
- 劇団"SAB-on(セボン)"公演『比翼の人』（作・演出：畑中晋太郎、主演：元アイドリング!!! 玉川来夢、2019年4月3日 - 7日）

### ウェブテレビ
- choice?の求愛型無敵宣言（2013年 - 2016年、WALLOP放送局）
- Finolia Girls Happy on Suturday（2013年 - 2016年、WALLOP放送局）
- 月刊"IDOL Pl@netちゃんねる"（2018年1月9日、WALLOP放送局）
- 月刊"IDOL Pl@netちゃんねる"（2018年10月12日、WALLOP放送局）
- だけじゃない！？〜バラエティ教科塾〜 #3（2018年12月3日、WALLOP放送局）

### 雑誌
- TRASH-UP!! vol.18 に表紙&特集記事掲載
- IDOLFILE vol.9に単独の特集記事掲載
- IDOLFILE vol.10に表紙&単独の特集記事掲載
- るるぶ 山梨 '21版特集掲載
- ライバー社長前田晴香が教えるライブ配信で稼ぐテクニックに単独の特集記事掲載
- ライバー社長前田晴香が伝えるプロライバーたちの生き方に単独の特集記事掲載

### ラジオ
- 小野正利×Sinonのラジオレギュラー（2017年7月19日、渋谷クロスFM）
- Qとpitchステーション（2018年3月 - 、渋谷クロスFM）
- 島田秀平の開運ラジオ（2018年6月23日、地方のAM局・かしわプロダクション制作）
- 渋谷のほんだな（2018年8月7日、渋谷のラジオ）
- MASK OF GODDESSのパワースポットはここから！（2024年4月-、ラジオ放送）